# Vincent Nguyễn Văn Bản
Vincent Nguyễn Văn Bản (ur. 25 listopada 1956 w Tuy Hòa) – wietnamski duchowny rzymskokatolicki, w latach 2009–2022 biskup Ban Mê Thuột, biskup biskup Hải Phòng od 2022.

## Życiorys
Święcenia kapłańskie przyjął 16 września 1993 i został inkardynowany do diecezji Quy Nhơn. Przez kilka lat pracował jako wikariusz, zaś w latach 1996-2005 odbył studia biblijne w Paryżu. Po powrocie do kraju odpowiadał za formację seminaryjną, jendnocześnie pracując w seminarium w Nha Trang.
21 lutego 2009 został mianowany biskupem Ban Mê Thuột. Sakry biskupiej udzielił mu 12 maja 2009 arcybiskup Etienne Nguyễn Như Thể.
19 marca 2022 papież Franciszek mianował go biskupem ordynariuszem diecezji biskup Hải Phòng. 